# Xã Knight, Quận Vanderburgh, Indiana
Xã Knight (tiếng Anh: Knight Township) là một xã thuộc quận Vanderburgh, tiểu bang Indiana, Hoa Kỳ. Năm 2010, dân số của xã này là 67.945 người.